# روزنامه وقایع اتفاقیه

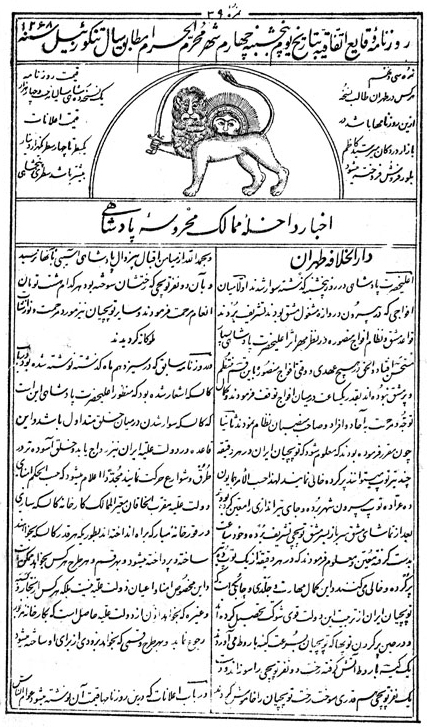
صفحهٔ اول وقایع اتفاقیه، شمارهٔ سی و نهم ، چهارم محرم ۱۲۶۸ ق

روزنامهٔ وقایع اتفاقیه نام دومین نشریهٔ فارسی‌زبان و روی هم رفته، پس از کاغذ اخبار و روزنامهٔ آشوری‌زبانِ زهریری د بهرا، سومین نشریهٔ ایران است. این هفته‌نامه به‌دستور میرزا تقی‌خان امیرکبیر در تهران در دوران ناصرالدین‌شاه منتشر می‌شد. نخستین شمارهٔ این نشریهٔ هفتگی در ۵ ربیع‌الثانی سال ۱۲۶۷ هجری قمری (برابر ۱۸ بهمن ۱۲۲۹ خورشیدی و ۷ فوریهٔ ۱۸۵۱ میلادی) (سال سوم ‌پادشاهی ناصرالدین‌شاه) به چاپ رسید. در این شماره، تصویر شیر و خورشید با عبارتِ «یا اسداللهِ الغالب» به شیوه‌ای خاص طراحی شده بود که واژهٔ الله بالای شیر قرار گیرد. «یا اسداللهِ الغالب» و همچنین عبارت «روزنامهٔ اخبار دارالخلافهٔ طهران»، در فضای گرافیکیِ ویژه‌ای به‌صورت غیرمتداول خوش‌نویسی رایج سامان داده شده بود. تأثیرپذیری خط و خوش‌نویسی نستعلیق از نوآوری‌های دورهٔ قاجار، در روزنامهٔ وقایع اتفاقیه نیز به نحو چشمگیرتری نمود پیدا می کند. این روزنامه با چاپ سنگی چاپ می‌شد و شماره‌های آن‌ هم‌اکنون در کتابخانه ملی و کتابخانه مجلس موجود است.
انتشار این روزنامه در راستای اهداف امیرکبیر برای انجام تغییراتی بنیادین در ایران به منظور گام برداشتن در مسیر پیشرفت آن کشور تلقی می شود. اما او اندکی بعد (در سال ۱۲۶۸ ه‍. ق) کشته می‌شود؛ و سرانجام، پس از آنکه ادارهٔ این روزنامه سال‌ها در دست کسان دیگری افتاد، ادارهٔ روزنامه در ۱۲۸۸ قمری، به محمدحسن‌خان صنیع‌الدوله (اعتمادالسلطنه)، مترجم دربار، رئیس تازهٔ ادارهٔ انطباعات ناصرالدین‌شاه، و فرزند حاج علی خان حاجب‌الدوله (قاتل امیرکبیر)، سپرده شد. او هم در عمل، روزنامهٔ جدیدش ـ روزنامهٔ ایران ـ را جایگزین این روزنامه که البته آن زمان نامش دیگر وقایع اتفاقیه هم نبود، کرد. به‌جز اعتمادالسلطنه، بقیهٔ دست‌اندرکاران و گردانندگان روزنامه، پیوسته در تغییر بودند.
این روزنامه که از شماره دوم به اسم روزنامهٔ وقایع اتفاقیه چاپ می‌شد در هر هفته تا شماره شانزدهم مورخ ۲۱ ماه رجب ۱۲۶۷ در روزهای جمعه و از آن به بعد روزهای پنج‌شنبه در چهار و گاهی شش الی هشت صفحه انتشار یافت و از این تاریخ تا سال ۱۳۲۴ قمری به مدت ۵۷ سال انتشار یافت.
از شمارهٔ ۴۷۱ به‌بعد، این روزنامه با نام روزنامهٔ دولت علیهٔ ایران به چاپ رسید. تعداد صفحه‌های این روزنامه از چهار تا دوازده در نوسان بود.

## درون‌مایه
در این روزنامه، اخبار داخلی شامل خبرهای مربوط به پایتخت (اخبار دارالخلافه)، دربار و سفرهای ناصرالدین‌شاه، عزل و نصب‌ها و اعطای مقام‌ها، نشان‌ها و امتیازات چاپ می‌شد. در برخی شماره‌های آن، اعلان‌های رسمی دولتی در ورقه‌ای جداگانه چاپ و همراه روزنامه، توزیع می‌شد که به آن اشتهارنامه می‌گفتند. در برخی شماره‌ها نیز اخبار و رویدادهای شهرستانهای ایران به چاپ می‌رسید (اخبار ولایات). در بخش اخبار خارجی، بیشتر اخبار مربوط به دگرگونی‌های سیاسی و اقتصادی کشورهای اروپایی به چاپ می‌رسید؛ مقالاتی از روزنامه‌های اروپایی برگرفته می‌شد و با ترجمهٔ روان فارسی در روزنامه منتشر می‌شد. بسیاری از این ترجمه‌ها کار خود صنیع‌الدوله بود. روی‌هم‌رفته روزنامه از زبان نوشتاری ساده‌ای بهره می‌برد که تا زمان جنبش مشروطیت در نوشته‌های این دوره کمتر به چشم می‌خورد. در بیشتر شماره‌های روزنامه، صورت قیمت اجناس مورد نیاز مردم به نرخ رسمی دولتی چاپ می‌شد (نرخ ارزاق)؛ در برخی شماره‌های آن اعلان فروش کتاب‌های تازه چاپ شده منتشر می‌گشت.
این روزنامه به خبرهای مربوط به کودکان و نوجوانان هم عنایت فراوان داشت. از جمله می‌توان به انتشار مستمر و پیوستهٔ اخبار مدرسهٔ دارالفنون (که دانش‌آموزان آن نوجوان بوده‌اند)، گزارش‌های بیماری‌های کودکان و آبله‌کوبی ایشان، خبرهایی پیرامون کودکان فرنگی، گزارش‌های مربوط به حوادث کودکان، کودکان بزهکار‌ و حتی اخبار و آگهی‌های کتاب کودک، اشاره نمود.
گذشته از نشان رسمی کشور ایران (شیر و خورشید)، نخستین تصویر مطبوعات ایران، در شماره ۴۷۱ روزنامهٔ وقایع اتفاقیه (که در آن شماره با نام «وقایع» منتشر شده بود و از شمارهٔ بعدی هم نام «روزنامه دولت علیه ایران» را به خود گرفت) به تاریخ ۲۸ محرم ۱۲۷۷ ق. منتشر شد؛ این تصویر، عکسی از جان‌به‌دربردن معجزه‌آسای یک کودک در مجلس تعزیه بود.
امیرکبیر دربارهٔ این روزنامه گفته‌است:

 عوام نمی‌دانند که مصرف و حسن این وقایع اتفاقیه در چیست؛ یا خیال می‌کنند که دیوانیان عظام شروع به این کرده‌اند به جهت منافع و مداخل. لکن این‌طور نیست و نباید باشد. این اخبار چیزی است. این‌ها به جهت تربیت خلق است و اینکه این‌ها از امور دیوانی و اخبار و مناسبات دول و منافع خاص و عام و مقتضیات عصر عالِم باشند؛ و اینکه تا روزی که من هستم نمی‌شود که این اطلاع به عامه نرسد. این روزنامه منصبی نیست که به کسانی که از دیوان اعلی اسامی ایشان تعیین شده، به این‌ها برسد و به دیگران نرسد.

## چالش‌ها
هرچند انتشار «وقایع اتفاقیه» گام بسیار مهمی در راه پیشرفت دانسته می‌شود، اما این روزنامه دست کم با دو چالش مهم رویارو بود:
۱- بهای روزنامه ده شاهی بود و در آن روزگار که یک من گوشت، یک قران می‌ارزید، هر شماره‌اش برابر نیم من گوشت بها می‌داشت؛ ازاین‌رو عامه مردم توان خرید آن را نمی‌داشتند. همچنین اینکه پخش‌کنندگان روزنامه نیز چشم داشتند که از این راه درآمدی به دست آورند، قیمت تمام‌شدۀ روزنامه را برای مردم بالاتر می‌برد. در عین حال، چنانچه در صفحهٔ اول شمارهٔ نخست روزنامه آمده‌است: «دولت علیه، اعضای دولت، صاحب منصبان و رعایای صادق را موظف کرده بود تا این روزنامه را بخرند»؛ و بدین ترتیب، در عمل، نخستین روزنامه در ایران ویژه و از آنِ خواص می‌شد.
۲- حکومت خودکامۀ ناصری، لحن نوشتار روزنامه را _ از همان آغاز و در زمان خود امیرکبیر هم _ دچار چاپلوسی بسیار کرده بود، چنان‌که از شش صفحۀ روزنامه، یک صفحه و نیم آن به اخبار و جزئیات کارهای ناصرالدین‌شاه می‌پرداخت و این کار را با آنچنان تملق و گزافه‌گویی‌ای انجام می‌داد که حتی تغییرات جوی و گرم شدن هوا را نیز به «یمن وجود مبارک» ربط می‌داد، برای نمونه در شمارهٔ سومش چنین آمده‌است: «از یمن طالع فیروزی مطالع و اقبال بیهمان سرکار اعلیحضرت پادشاهی هوای دارالخلافه طهران در این اوقات به طوری خوب و خوش می‌گذرد که برف به آن شدت در سه چهار روزه به کلی از اطراف و حول و حوش رفت».

## نمونه
در خود روزنامه (شمارهٔ هفتم، سال نخست)، فکر راه‌اندازی و برپایی یک روزنامه به شخص شاه _ و نه به امیرکبیر _ نسبت داده می‌شود، حال آنکه چنین ابتکاری از شاه که در آن هنگام بسیار جوان (بیست ساله) می‌بود، بعید به نظر می‌رسید: 
از آنجا که همت خسروانی اعلیحضرت پادشاهی مصروف به تربیت اهالی و اعیان و رعایا و تجار و کسبه دولت خود است که بر دانش و بینش آنها بیفزاید از [گزارش] داخله و خارجه خبردار باشند لهذا به انتشار آن [روزنامه] به ممالک محروسه فرمایش فرمودند تا اطلاع آگاهی و دانایی بینایی اهالی این دولت علیه بیشتر شود.

سال‌های نخست به تخت نشستن ناصرالدین‌شاه آکنده از شورش‌های پی‌درپی بود، ولی با کوشش‌های امیرکبیر آرامش در کشور حکم‌فرما شد؛ در این باره در صفحهٔ نخست روزنامه (در همان سال نخست، در زمان امیرکبیر) چنین نوشته شده‌است: 
چون که سرکار اعلیحضرت پادشاهی از زمان جلوس به تخت فرمانروایی تاکنون ممالک محروسه را سیاحت نفرموده‌اند و خاطر خسروانی مایل است که انتظام ولایات و آسودگی رعایا را برأی‌العین مشاهده فرموده و چون آفتاب جهانتاب به وجود مبارک روشنی حاصل نمایند. لهذا خاطر مبارک عزیمت سیاحت در ممالک عراق [=عراق عجم] و اصفهان فرموده، برخلاف اسلاف خود اعلیحضرت پادشاهی که شوکت دولت همایون و جلال نوبت روزافزون خود را آسایش رفاه رعیت و انتظام و امنیت مملکت می‌دانند و منظور دارند که از زیادتی قشون در حرکت آسیبی به رعایا نرسد.